# أبوسوم دوروثي الضئيل
أبوسوم دوروثي الضئيل (الاسم العلمي:Marmosops dorothea)، هو نوع من الأبوسوم يتواجد في البرازيل وبوليفيا.